# Privatbrauerei H. Egerer
Die Privatbrauerei H. Egerer ist eine Brauerei im Ortsteil Großköllnbach des niederbayerischen Pilsting.
Mit einem Getränke-Produktionsvolumen, das je nach Quelle 310.000 bis 700.000 Hektolitern jährlich beträgt, ist die Privatbrauerei Egerer Niederbayerns größter Getränkehersteller. Der Jahresausstoß bei Bieren lag 2002 bei etwa 50.000 Hektoliter, 2008 bei etwa 60.000 Hektoliter.

## Geschichte
Die Brauerei wurde 1919 vom Wilhelm Egerer gegründet. Heinrich Egerer, der Sohn des Gründers, übernahm die Firma, die zu dieser Zeit nur Limonaden und Tafelwasser abfüllte, im Jahr 1929.
1931 erwarb Heinrich Egerer das Braurecht und braute erstmals Bier am Standort. Im darauffolgenden Jahr begann die Firma, Limonade per LKW als Grokj Heimdienst an Privathaushalte auszuliefern.
1973 belieferte die Privatbrauerei bereits 40.000 Haushalte mit 50 verschiedenen Getränkesorten von sechs Depots aus. In den frühen 2000er Jahren hatte der Grokj-Getränke-Heimdienst über 100 LKWs, die wöchentlich etwa 50.000 Stammkunden aus dem Firmensitz in Großköllnbach und acht weiteren Niederlassungen belieferten. Die Sortenvielfalt war mittlerweile auf 80 verschiedene Produkte angewachsen.
2008 hatte die Privatbrauerei H. Egerer mit Mineralbrunnenbetrieb 220 Mitarbeiter und einen Gesamtausstoß von 680.000 Hektolitern Getränke in über 140 verschiedenen Sorten.

## Produkte

### Alkoholische Getränke
Die Biere und Biermischgetränke von Egerer sind Altbayerisch Dunkel, Bayrisch Zwickel, Egerer 1919 Session IPA, Egerer Böckli, Egerer Cola-Weizen, Egerer Edel Pils, Egerer Jubiläumssud, Egerer Weizen Dunkel, Egerer Weizen Hell, König Wilhelm Hell, Märzen-Gold, Original Export, Radler Dunkel, Radler Hell und Urtyp Hell.

### Weitere Produkte
Die Brauerei stellt auch Erfrischungsgetränke wie Cola oder Limonade her. Weitere Produkte, die über den Heimdienst vertrieben werden, sind z. B. Milch, Essig, Eier und Weine.

## Auszeichnungen
In den Jahren 2000 und 2008 wurde die Privatbrauerei H. Egerer mit dem Frauenförderpreis der Bayerischen Staatsregierung ausgezeichnet.